# Claude Joseph Paris
Claude Joseph París (Lió, 6 de març de 1801 - París, 25 de juliol de 1866) fou un compositor francès. Estudià al Conservatori de París, i el 1826aconseguí el primer gran premi de composició per la seva cantata Herminie. Ja el 1825 havia fet representar un ball d'espectacle, i durant la seva permanència a Itàlia compongué una òpera bufa, L'allogio militare, que fou estrenada a Viena el 1829. Al seu retorn a França fou nomenat director d'orquestra del teatre del Panteó, i després fixà la seva residència a Lió. A part de les obres mencionades va compondre les òperes en un acte La veillée (1831) i Le cousin de Denise (1849), i una missa de Rèquiem, tot però, de molt poc mèrit.